# 라오스랑구르
라오스랑구르 또는 흰눈썹검은랑구르(Trachypithecus laotum)는 긴꼬리원숭이과에 속하는 영장류의 일종이다. 라오스의 토착종이다. 자연 서식지는 아열대 또는 열대 기후의 건조한 숲 지역이다. 유전적으로 인도차이나검은랑구르와 하띤랑구르는 라오스랑구르와 매우 가까우며, 그래서 그들 종의 아종으로 제안되기도 하였다.